# ナショナル・レジリエンス・コミュニティ
ナショナル・レジリエンス・コミュニティとは、内閣官房国土強靱化推進室が提唱する構想で、防災に関心を持つ市民や団体が自主的に集まり、地域の課題やニーズに応じて様々な活動を展開するコミュニティのことである。国土強靱化（ナショナル・レジリエンス）とは、災害に強い国づくりのために、事前防災・減災の考え方に基づき「強くてしなやかな」国をつくることである。

## 目的
ナショナル・レジリエンス・コミュニティの目的は、国民の生命と財産を守り抜くため、事前防災・減災の考え方に基づき「強くてしなやかな」国をつくるための「レジリエンス（強靱化）」に関する総合的な施策の推進のあり方について意見を交わすことである。また、災害に強い国づくりのために、市民の防災意識や行動力を高めるとともに、平時から有事まで継続的に活動できる仕組みを作ることである。

## 活動
ナショナル・レジリエンス・コミュニティの活動は、防災だけでなく、地域活性化や社会貢献など多様なテーマとレジリエンス（強靱化）を掛け合わせたものである。例えば以下のようなものがある。
- 防災教育や訓練を通じて、子どもや高齢者などの防災力を向上させる活動
- 地域の歴史や文化を伝えることで、地域のアイデンティティや絆を強める活動
- 災害時に役立つ技術や知識を学ぶことで、自助・共助・公助のバランスを高める活動
- 災害時に必要な物資や情報を共有することで、地域の資源やネットワークを活用する活動

ナショナル・レジリエンス・コミュニティは、国土強靱化推進室が支援する「レジリ学園」に登録することで、他のコミュニティとの交流や情報発信などの機会を得ることができる。また、「レジリ学園」に登録したコミュニティは、「国土強靱化貢献団体」として認証される場合がある。